# Ignazio Alessandro Cozio
Ignazio Alessandro Cozio, conte di Salabue (Casale Monferrato, 14 marzo 1755 – Salabue, 15 dicembre 1840), è stato un nobile e collezionista di strumenti ad arco italiano, il primo grande intenditore e collezionista di strumenti musicali del quale si abbia notizia.
Le sue annotazioni precise e meticolose circa la maggior parte degli strumenti passati per le sue mani sono una preziosa fonte che fornisce molto materiale storico fondamentale sulla liuteria italiana antica.

## Biografia
Ignazio Alessandro Cozio è nato a Casale Monferrato, membro di una famiglia aristocratica ed intellettuale . Suo padre, il celebre scacchista Carlo Cozio, possedeva un violino Nicola Amati del 1668 acquistato a Bologna nel 1720, il quale probabilmente è stato l'oggetto che ha fatto nascere l'amore di Cozio per la liuteria. Non risulta che Cozio abbia compiuto studi musicali regolari, anche se probabilmente si dilettava nel suonare qualche strumento ad arco, prassi comune tra i nobili delle famiglie locali. Alcune famiglie del posto (ad esempio i Sacchi e i Sannazzaro) organizzavano regolarmente dei concerti e un'annotazione riporta un concerto in casa di Cozio nel 1776, finanziato dal conte Federico Sannazzaro.
Nel 1771 Cozio è entrato nell'accademia militare di Torino, diventando cadetto del reggimento di cavalleria Saluzzo. Nella città piemontese ha fatto conoscenza di Giovanni Battista Guadagnini. Questi sarebbe diventato il principale riferimento nell'istruzione liutaria di Cozio, nonché un importante contatto per acquistare strumenti. In virtù del suo status sociale aristocratico, Cozio formalmente non poteva effettuare commercio di strumenti in prima persona, per tale motivo buona parte di tale attività e la corrispondenza relativa è stata svolta da intermediari. Egli infatti, alla morte del padre nel 1780 ha lasciato la carriera militare ed è ritornato a risiedere nel palazzo di famiglia a Casale Monferrato e nel castello di famiglia, a Salabue (ora frazione del comune di Ponzano Monferrato), dedicandosi all'amministrazione dei beni di famiglia e ad attività pubbliche (è stato sindaco di Casale Monferrato due volte ed amministratore di vari enti civici). Il 25 settembre 1783 Ignazio Alessandro Cozio sposò a Casale Monferrato Antonia Maria Dalla Valle (morta nel 1821), dalla quale ebbe cinque figli: Giuseppe Alessandro (n. 1792 - morto infante a Salabue), Carlo Rolando (n. 1784 c. - morto nel 1802), Matilde Lelia (. n. 1787 - m. Salabue 1853), Vittoria (? - ?) e Irene (? - ?).
Le lettere spedite da Guido Anselmi, principale agente commerciale di Cozio, indicano che nel 1774 il conte e Guadagnini avevano stipulato un accordo per la realizzazione di violini. Nei tre anni che seguono, Guadagnini ha realizzato oltre cinquanta strumenti per il conte, il quale era uno dei suoi principali acquirenti. Cozio ha rivenduto alcuni di questi strumenti tra i nobili della sua zona, come risulta nelle sue memorie, e principalmente tramite il negozio torinese dei mercanti di seta Boch e Graviere e tramite un suo agente a Milano, Antonio Monzino, ma non è stato capace di trovare una via commerciale realmente buona per gli strumenti di Guadagnini nel corso della sua vita. Le relazioni tra il conte e Guadagnini cominciarono a deteriorarsi nel 1776, probabilmente a causa di ritardi nei pagamenti ed una mutua insoddisfazione per i termini contrattuali che avevano stipulato. Nonostante il reciproco malumore correlato alla scissione del contratto, Cozio ha continuato ad agire come principale mecenate del liutaio, sostenendo la sua affermazione nella storia della liuteria italiana.
Intorno al 1775 Cozio, tramite il drappiere casalese Giovanni Michele Anselmi di Briata, ha acquistato da Paolo Stradivari, anch'egli drappiere, figlio ed allora ultimo erede di Antonio Stradivari, dieci violini del padre assieme ad altri non finiti e a tutta la restante attrezzatura costruttiva del liutaio. Grazie a questo fortunato acquisto, tali strumenti di lavoro si sono conservati in un'unica ed importantissima collezione, senza disperdersi. Cozio ha inoltre documentato tutti gli utensili di Stradivari, fornendo preziose informazioni su di essi a Guadagnini e ad altri liutai dell'epoca. Cozio sembrava piuttosto consapevole del declino che stava subendo la scuola cremonese ai suoi tempi ed era intenzionato a sostenerne la rinascita, tuttavia i giovani liutai con i quali era in contatto (tra i quali, Giacomo Rivolta, Tomasso Balestrieri, e Giovanni Antonio Marchi) non avevano il necessario per riuscire nell'impresa.
A seguito dell'insicurezza legata alla Rivoluzione francese e alle successive guerre napoleoniche, nel corso delle quali il Piemonte è stato invaso dalle truppe francesi, Cozio ha affidato buona parte della sua collezione alla custodia di Carlo Carli, banchiere milanese e violinista dilettante, autorizzandolo anche a vendere qualche strumento a compratori privati, e si è rifugiato a Valenza Po, ospite della sorella Irene, moglie di Giuseppe Francesco Amedeo Annibaldi. Presso il banchiere ebbe modo di conoscere i fratelli Domenico e Pietro Giovanni Mantegazza i quali, visto anche il termine delle sue relazioni commerciali con Guadagnini, divennero le sue principali figure di riferimento nell'espansione della sua collezione e dei suoi commerci.  Analogamente a quanto accaduto con Guadagnini, la relazione di Cozio con i Mantegazza era decisamente simbiotica: loro fornivano le loro conoscenze di liuteria ed un riferimento nel mercato degli strumenti, mentre il conte commissionava loro costruzioni di strumenti e la maggior parte dei lavori di restauro e manutenzione dei quali necessitava. Carlo Mantegazza (figlio di Pietro) è citato spesso nel Carteggio quale ottimo restauratore e modernizzatore degli strumenti storici posseduti da Cozio, tra i quali vi era una partita di strumenti Guadagnini ancora incompleti.
L'interesse di Cozio per il commercio di strumenti ha iniziato a venire meno intorno al 1827, così come i suoi scritti. Il conte è morto il 15 dicembre 1840 a Salabue ed è stato sepolto nella tomba di famiglia, presso la chiesa parrocchiale di Sant'Antonio, rimanendone erede la figlia superstite Matilde, che nel 1843 ha donato tutti i suoi beni immobili e il titolo al conte Pietro Giovenale Davico, nipote di Paola, altra sorella del conte Cozio, riservandosi l'uso per residenza sua e della sua servitù d'un appartamento nel palazzo di Casale Monferrato e un altro nel castello di Salabue.

## Scritti
Cozio ha svolto una grande attività di ricerca sulla storia dei liutai italiani che tanto ammirava, scrivendo molto su essi. Si e dedicato a raccogliere il maggior numero possibile di strumenti dei grandi liutai italiani del passato, documentandoli e fornendoli come modelli per i liutai del suo tempo. Le sue annotazioni precise e meticolose circa la maggior parte degli strumenti passati per le sue mani sono una preziosa fonte che fornisce molto materiale storico fondamentale sulla liuteria italiana antica. Nel 1820 è entrato in contatto personale ed epistolare con Vincenzo Lancetti, direttore dell'Archivio di Genova. Questi aveva appena pubblicato la sua Biografia cremonese, e Cozio gli fornì preziose notizie aggiuntive sui liutai.
Molto materiale, sul quale si basa anche buona parte della sua biografia, proviene dal cosiddetto Carteggio, un insieme di corrispondenze e memorie del conte inerenti alla liuteria. Tale raccolta, con una tendenza all'enciclopedismo allora ampiamente diffusa in Francia, raccoglieva informazioni storiografiche e sulla costruzione degli strumenti, un inventario dettagliatissimo con ricche descrizioni degli strumenti posseduti o visionati dal conte, nonché il suo epistolario dal 1775 al 1845.
Oltre che di storia della liuteria, Cozio si è occupato anche di ricerca storiografica. Ha sistematicamente raccolto presso vari archivi comunali del Monferrato molti documenti sulla storia locale, andati dispersi durante l'occupazione francese, donati successivamente alla Biblioteca reale di Torino. È entrato a far parte della Regia Deputazione di storia patria il 22 ottobre 1833, preparando per Historiae Patriae Monumenta un volume sulle passate legislazioni casalesi, pubblicato a Torino nel 1838. Tutti i documenti storici raccolti da Cozio sono poi passati all'Archivio reale di Torino, presso il quale compongono la Collezione Cozio. Per tali meriti, Carlo Alberto ha decorato con una medaglia la contessa Matilde sua figlia.

## La collezione
La collezione di Cozio è stata una delle più preziose mai esistite e buona parte dei più celebri strumenti delle scuole italiane sopravvissuti fino ad oggi sono passati per le mani del conte, che li ha minuziosamente documentati. Nei vari inventari erano descritti oltre cento esemplari, tra i quali vi erano strumenti di Antonio Stradivari e dei suoi figli (Francesco ed Omobono), delle famiglie Amati e Guarneri, di Gioacchino e Giovanni Cappa, allievi degli Amati, di Francesco e Giovanni Battista Ruggieri, Carlo Bergonzi, Jacobus Stainer e Giovanni Battista Guadagnini. Tra i più pregiati strumenti posseduti da Cozio vi erano dieci degli ultimi violini di Stradivari, acquistati nel 1773-4 dal figlio del liutaio, Paolo, assieme alla collezione degli strumenti da lavoro della famiglia Stradivari. Custodiva inoltre un violino del 1742 di Francesco Stradivari ("Salabue"), in perfette condizioni.
Negli ultimi anni di vita del conte la collezione ha progressivamente ridotto le sue dimensioni, anche a causa delle vendite mediate da Carlo Carli. Un altro grande collezionista e commerciante di violini, il novarese Luigi Tarisio, ha iniziato delle trattarive con il conte nell'anno precedente la sua morte per acquistare diversi violini Stradivari (tra i quali il Messiah) e Guarneri della sua collezione. Dopo la morte del conte, gli accordi per la vendita dei suoi restanti strumenti sono stati completati dalla figlia contessa Matilde, tramite l'agente Giuseppe Carli, figlio del banchiere Carlo, con il conseguente smembramento della collezione.La collezione di strumenti da lavoro di Stradivari invece, così come il Carteggio, è stata ereditata dalla suddetta Matilde e dopo la sua morte (1853) è passata al suo erede universale, il marchese Giuseppe Rolando Dalla Valle di Pomaro.. È stata poi esposta al Conservatorio di Milano nel 1881, nella sezione musicale dell'Esposizione nazionale italiana. In tale circostanza, la raccolta ha attirato l'attenzione del liutaio bolognese Giuseppe Fiorini, che l'ha acquistata nel 1920 dalla marchesa Paola Sanseverino, vedova del di Alessandro Dalla Valle di Pomaro, assieme a sette (?) strumenti, cedendola poi in deposito perpetuo nel 1930, dopo alcune trattative di vendita rivelatesi inconcludenti, al Museo Civico di Cremona, ed è oggi esposta esposta presso il Museo del Violino .
Cozio non seguiva molti dei criteri propri del moderno collezionismo di strumenti e ha spesso commissionato lavori di modifica che oggi sarebbero inaccettabili. Egli infatti non apprezzava alcuni liutai, come Giuseppe Guarneri del Gesù, per i quali strumenti raccomandava di ridurne gli spessori, oppure ha fatto accorciare le punte di alcuni Bergonzi, liutaio che pure ammirava molto, giudicandole troppo lunghe.
Tra i principali pezzi della sua collezione vi erano i seguenti strumenti:
Antonio Stradivari:
- Stradivari Dragonetti (1706)
- Stradivari Messiah (1716)
- Stradivari Szekely-Michelangelo (1718)
- Stradivari Lady Blunt (1721)
- Stradivari Jules Falk (1723)
- Stradivari Paganini (1724)
- Stradivari Salabue (1727)
- Stradivari Muntz (1736)
- Stradivari Belle Skinner (1736)

Carlo Bergonzi:
- Bergonzi Tschudi (1733)
- Bergonzi Kreisler (1740)

Giovanni Battista Guadagnini:
- Guadagnini Cozio (viola, 1773)
- Guadagnini Wanamaker (viola, 1774)
- Guadagnini Salabue-Berta (violino, 1774)
- Guadagnini Lachmann-Schwechter (violino, 1776)
- Guadagnini Simpson (violoncello, 1777)
- Guadagnini Salabue-Chapman (violino, 1782 circa)